# Modesto Contratto
Modesto Contratto al secolo Luigi Eugenio Contratto (Bagnasco, 3 aprile 1798 – Acqui, 6 dicembre 1867) è stato un vescovo cattolico italiano dell'Ordine dei frati minori cappuccini, vescovo della diocesi di Acqui dal 1836 fino alla sua morte.

## Biografia
Luigi Eugenio Contratto nacque a Bagnasco il 3 aprile 1798, sicuramente membro dell'Ordine dei frati minori cappuccini già nel 1816, assunse il nome di "Modesto". Venne ordinato sacerdote nel 1821. 
Fin da giovane si distinse per le sue capacità oratorie tanto che fu inviato a tenere cattedra prima nel monferrato e nel 1830, dopo la nomina a "lettore di filosofia e teologia", venne trasferito al convento sito sul monte dei Cappuccini a Torino, dove svolse il doppio ruolo di insegnante e gestore dell'ufficio economato arrivando a ricoprire anche il ruolo di padre superiore negli anni precedenti alla nomina vescovile. 
Negli anni precedenti al suo episcopato acquese fu anche lettore a Nizza, dove il vescovo Jean-Baptiste Colonna lo volle esaminatore sinodale e revisore vescovile per l'arcivescovo di Torino Luigi Fransoni.
Durante la sua permanenza a Torino alcuni autori ritengono abbia intrattenuto rapporti amichevoli con il futuro re Carlo Alberto di Savoia che potrebbe avere aiutato durante i moti del 1820-1821 permettendogli di nascondersi nel convento dei cappuccini e forse sarebbe diventato suo confessore; tuttavia non tutti concordano con questa conoscenza approfondita: Michelangelo da Rossiglione, ad esempio, considera la nomina del frate dovuta a consigli ricevuti dal re da parte di persone che stimavano fra Modesto piuttosto che a un rapporto di stima fra i due.
Proposto all'episcopato da Carlo Alberto, il 21 novembre 1836 venne preconizzato vescovo da papa Gregorio XVI il 21 novembre 1836 per poi venire consacrato il 2 aprile 1837 dal vescovo di Saluzzo Giovanni Antonio Gianotti a Torino nella chiesa di Santa Maria.
Nel 1838 comunicò ai parroci della diocesi che avrebbe intrapreso la visita pastorale che però cominciò effettivamente il 7 aprile 1939 partendo dalla cattedrale per poi muovere in direzione di Spigno.
Attento anche alle strutture della diocesi, il 23 aprile 1841 con i proventi della vendita di un convento a Cassine acquistò l'ex convento di Strevi adibendolo a casa di villeggiatura per il vescovo mentre nel 1851 cominciò le trattative per riscattare l'ex monastero delle benedettine in quel momento in mano allo Stato e di cui si era già interessato anche il predecessore Carlo Giuseppe Maria Sappa de' Milanesi con l'intenzione di allargare il seminario.
L'acquisto non si fece fino al 1859, quando il "piccolo seminario" - così chiamò questa nuova ala - divenne proprietà diocesana anche se la piena disponibilità dell'immobile arrivò solo nel 1869. In questo periodo vennero anche portati a termine i lavori di restauro e abbellimento della cattedrale iniziati dal suo predecessore Sappa de' Milanesi.
Altra importante opera fu l'accettazione da parte della Santa Sede della celebrazione della festa del patrono Guido d'Acqui nella seconda domenica di luglio.   
Tra il 1854 e il 1855, durante l'epidemia di colera, si distinse per la sua attenzione verso i malati e gli indigenti.
Il 6 dicembre 1867, dopo alcuni giorni di malattia, morì ad Acqui. I funerali furono celebrati il martedì successivo.
Alla sua morte nacquero alcune dispute a proposito del suo testamento: redatto nel 1854, era pieno di condizionali dovuti, si ritiene, al timore che, alla sua morte, la diocesi fosse soppressa. Furono vari i ricorsi alla Santa Sede che però alla fine confermò il contenuto del lascito testamentario.

## Genealogia episcopale
La genealogia episcopale è:
- Cardinale Scipione Rebiba
- Cardinale Giulio Antonio Santori
- Cardinale Girolamo Bernerio, O.P.
- Arcivescovo Galeazzo Sanvitale
- Cardinale Ludovico Ludovisi
- Cardinale Luigi Caetani
- Cardinale Ulderico Carpegna
- Cardinale Paluzzo Paluzzi Altieri degli Albertoni
- Papa Benedetto XIII
- Papa Benedetto XIV
- Papa Clemente XIII
- Cardinale Bernardino Giraud
- Cardinale Alessandro Mattei
- Cardinale Pietro Francesco Galleffi
- Arcivescovo Luigi Fransoni
- Arcivescovo Giovanni Antonio Gianotti
- Vescovo Modesto Contratto